# أبرقية
أبرقية هي قرية من فئة (أ) تقع في محافظة عفيف، والتابعة لمنطقة الرياض في السعودية.

## الخدمات العامة
- كهرباء[2]
- مكتب بريد[2]
- هاتف نقال[2]
- شبكة إنترنت[2]
- مدارس[2]